# Auguste van de Verre
Auguste van de Verre war ein belgischer Bogenschütze.
Van de Verre nahm an den Olympischen Spielen 1920 in Antwerpen teil. Bei vier Wettbewerben gewann er zweimal mit der Mannschaft Gold – allerdings nahm auch nur das belgische Team teil; in beiden Einzelbewerben wurde er Sechster (und damit Letzter der Konkurrenz, an der wiederum nur Belgier teilnahmen).